# یواس‌اس پری (دی‌دی-۲۲۶)
یواس‌اس پری (دی‌دی-۲۲۶) (به انگلیسی: USS Peary (DD-226)) یک کشتی بود که طول آن ۳۱۴ فوت ۴ اینچ (۹۵٫۸۱ متر) بود. این کشتی در سال ۱۹۲۰ ساخته شد.